# Colônia do Gurguéia
Colônia do Gurguéia is een gemeente in de Braziliaanse deelstaat Piauí. De gemeente telt 5.947 inwoners (schatting 2009).